# 艾伦·牛顿
艾伦·牛顿（英語：Alan Newton，1931年3月19日—），英国前男子自行车运动员。他曾代表英国参加1952年夏季奥林匹克运动会自行车比赛，联同罗纳德·斯特雷顿、唐纳德·伯吉斯和乔治·纽伯里获得男子团体追逐赛铜牌。